# Elasmus ferrierei
Elasmus ferrierei är en stekelart som beskrevs av Karl-Johan Hedqvist 1960. Elasmus ferrierei ingår i släktet Elasmus och familjen finglanssteklar. Inga underarter finns listade i Catalogue of Life.